# Poás
Il Poás è un vulcano della Costa Rica centrale, non distante dalla capitale San José. Si tratta di uno dei siti naturalistici più visitati del Paese, sia a causa della posizione geografica favorevole che per il fatto di essere ammantato da folte foreste. È tutelato dall'istituzione dell'omonimo parco nazionale, che si estende per 5600 ettari.
Fa parte dell'Arco vulcanico dell'America centrale.

## Struttura
Il vulcano Poás è uno stratovulcano di natura basaltica, che raggiunge l'altezza di 2708 metri. Il maggiore dei crateri ha un diametro di circa 1,5 km e una profondità di 300 m. Sul fondo è presente un lago dal quale si levano gas solforosi, motivo per cui si ricollega l'attività del Poás a quella di un geyser. L'altro cratere, chiamato Botos, ospita un altro lago, caratterizzato a differenza del primo da acque fredde, e collegato ai fiumi Rio Angel e Rio Sarapiqui. È inoltre presente un terzo cratere minore.

## Attività
Il Poás ha una lunga storia di eruzioni, che risale a circa undici milioni di anni fa. Tra le più significative eruzioni in tempi recenti si segnala quella che ebbe luogo il 25 gennaio 1910, in occasione della quale emise 640.000 tonnellate di cenere. Le eruzioni più violente e catastrofiche si verificarono invece nel periodo compreso tra il 1952 e il 1954, quando il vulcano bombardò le aree circostanti con rocce e lapilli. Ultimamente l'attività vulcanica pare in calo, anche se nel 1989 il parco nazionale in cui sorge venne chiuso a causa di emissioni solforose ritenute pericolose.